# Ludington Building
Il Ludington Building di Chicago, Illinois, è un edificio con struttura in acciaio, una delle più antiche strutture del suo genere in città. Si trova nella comunità di Chicago Loop. È stato progettato da William Le Baron Jenney (il primo progettista di grattacieli al mondo) ed è stato nominato dall'amministrazione cittadina sito di importanza storica (Chicago Landmark) il 10 giugno 1996. Dall'8 maggio 1980 è inserito nel National Register of Historic Places.
Il Ludington Building è uno dei pochi grattacieli sopravvissuti della sua epoca, insieme al Manhattan Building e al Reliance Building; si distingue per il suo design innovativo e per l'impiego di materiali sperimentali: è fra i primi edifici ad avere uno scheletro in acciaio, ed il primo ad esibire un rivestimento in terracotta.
Esso venne stato commissionato da Mary Ludington Barnes per l'American Book Company ad uso ufficio ed era necessario che resistesse alle vibrazioni delle stampatrici.  Attualmente è uno dei venti  edifici che compongono il campus del Columbia College di Chicago.
Originariamente progettato per essere alto 16 piani, la costruzione fu resa meno ambiziosa dalla crisi finanziaria che investì Chicago nell'ultimo scorcio del XIX secolo. I pochi proprietari che nel corso del tempo lo ebbero in proprietà (fu venduto per la prima volta nel 1960 alla Warshwasky & Company per essere usato come deposito di ricambi d'auto, e poi nel 1999 al Columbia College) ne hanno garantito l'integrità strutturale, sicché oggi si presenta molto simile a com'era al tempo della sua prima edificazione.